# Liste der Bodendenkmäler in Prutting
Auf dieser Seite sind die Bodendenkmäler in der oberbayerischen Gemeinde Prutting zusammengestellt. Diese Tabelle ist eine Teilliste der Liste der Bodendenkmäler in Bayern. Grundlage ist die Bayerische Denkmalliste, die auf Basis des Bayerischen Denkmalschutzgesetzes vom 1. Oktober 1973 erstmals erstellt wurde und seither durch das Bayerische Landesamt für Denkmalpflege geführt wird. Die folgenden Angaben ersetzen nicht die rechtsverbindliche Auskunft der Denkmalschutzbehörde.

## Bodendenkmäler der Gemeinde Prutting

### Bodendenkmäler in der Gemarkung Prutting
| Lage                | Objekt | Akten-Nr.     | Bild |
| ------------------- | --- | ------------- | ---- |
| Prutting (Standort) | Siedlung vor- und frühgeschichtlicher Zeitstellung, unter anderem des Spätneolithikums (Chamer Gruppe) und Abschnittsbefestigung des frühen Mittelalters. | D-1-8138-0120 |      |
| Prutting (Standort) | Siedlung der römischen Kaiserzeit. | D-1-8138-0122 |      |
| Prutting (Standort) | Burgstall des hohen oder späten Mittelalters (Chelsenthal).                                                                                               | D-1-8138-0125 |      |
| Prutting (Standort) | Teilstück der Römerstraße Augsburg-Salzburg. | D-1-8138-0127 |      |
| Prutting (Standort) | Militärlager der römischen Kaiserzeit. | D-1-8138-0133 |      |
| Prutting (Standort) | Bestattungsplatz vor- und frühgeschichtlicher Zeitstellung.                                                                                               | D-1-8138-0144 |      |
| Prutting (Standort) | Untertägige spätmittelalterliche und frühneuzeitliche Befunde und Funde im Bereich der Katholischen Pfarrkirche Mariä Opferung in Prutting.               | D-1-8139-0016 |      |